# Campionat de Catalunya de futbol 1917-1918
La temporada 1917-18 del Campionat de Catalunya de futbol fou la dinovena edició de la competició. Fou disputada la temporada 1917-18 pels principals clubs de futbol de Catalunya.

## Primera Categoria

### Classificació final
| Pos | Equip                | PJ | PG | PE | PP | GF | GC | DG  | Pts | Classificació |
| --- | -------------------- | -- | -- | -- | -- | -- | -- | --- | --- | ------------- |
| 1   | RCD Espanyol (C)     | 10 | 7  | 2  | 1  | 30 | 10 | +20 | 16  | Campió        |
| 2   | FC Espanya           | 10 | 6  | 2  | 2  | 17 | 10 | +7  | 14  |               |
| 3   | FC Barcelona         | 10 | 6  | 1  | 3  | 17 | 10 | +7  | 13  |               |
| 4   | Atlètic de Sabadell  | 10 | 3  | 0  | 7  | 10 | 23 | −13 | 6   |               |
| 5   | CS Sabadell          | 10 | 3  | 0  | 7  | 19 | 27 | −8  | 6   |               |
| 6   | FC Internacional (O) | 10 | 2  | 1  | 7  | 14 | 27 | −13 | 5   | Promoció      |

La temporada 1917-18 s'estableixen canvis importants per tal d'aconseguir un campionat més professional i ben organitzat. La primera categoria es forma amb 6 equips i rep el nom de Primera A o Sèrie A. Tots els partits han de ser disputats i no es poden atorgar punts sense jugar. El darrer classificat de la competició disputa un partit de promoció amb el campió de la segona categoria per una plaça a la primera la següent temporada.

### Resultats finals
- Campió de Catalunya: RCD Espanyol
- Classificats per Campionat d'Espanya: RCD Espanyol
- Descensos: Cap (el CS Sants perd la promoció davant l'Internacional)
- Ascensos: Cap (el CS Sants perd la promoció davant l'Internacional)

## Segona Categoria
| Pos | Equip              | PJ | PG | PE | PP | GF | GC | DG  | Pts | Classificació |
| --- | ------------------ | -- | -- | -- | -- | -- | -- | --- | --- | ------------- |
| 1   | CS de Sants (C)    | 10 | 6  | 2  | 2  | 18 | 12 | +6  | 16  | Campió (+2)   |
| 2   | Terrassa FC        | 10 | 6  | 3  | 1  | 21 | 9  | +12 | 15  |               |
| 3   | FC Badalona        | 10 | 6  | 3  | 1  | 26 | 9  | +17 | 15  |               |
| 4   | Universitary SC    | 10 | 2  | 0  | 8  | 7  | 23 | −16 | 4   | (Nota)        |
| 5   | CE Júpiter         | 10 | 1  | 0  | 9  | 10 | 27 | −17 | 2   |               |
| 6   | L'Avenç de l'Sport | 10 | 5  | 0  | 5  | 14 | 16 | −2  | 2   | Promoció (-8) |

Els canvis organitzats al campionat de Catalunya també afectaren a la segona categoria. Aquesta rep el nom de Primera B i també es forma amb 6 equips. El campió disputa un partit de promoció amb el darrer classificat de la primera categoria per una plaça a la primera la següent temporada.
El FC Badalona assolí la primera posició de la classificació un cop acabada la temporada, amb la següent classificació: FC Badalona 15 punts, FC Terrassa 15 punts, CS Sants 14 punts, L'Avenç de l'Sport 10 punts, Universitary SC 4 punts i CE Júpiter 2 punts. Però la Federació declarà finalment campió al Centre de Sports de Sants, en assignar-li la victòria en un partit contra l'Avenç. La classificació final fou: CS Sants, FC Terrassa, FC Badalona.
El Centre de Sports de Sants disputà la promoció d'ascens a Primera A enfront l'Internacional al millor de dos partits:
| FC Internacional | 2 - 1 | Centre d'Sports de Sants |
| ---------------- | ----- | ------------------------ |
| Millan · Cruz    |       | Dalmau                   |

| FC Internacional | 0 - 0 | Centre d'Sports de Sants |
| ---------------- | ----- | ------------------------ |
|                  |       |                          |

Pel que fa a la promoció de descens la Federació fixà un partit per decidir l'equip que disputaria l'eliminatòria enfront del campió de la tercera categoria. Aquest partit el disputaren Júpiter i Avenç.
| CE Júpiter | 4 - 3 | L'Avenç de l'Sport |
| ---------- | ----- | ------------------ |
|            |       |                    |

### Partit dels campions
Com a colofó de la temporada es disputà un partit amistós entre els campions de Primera A i Primera B, Espanyol i Sants. El vencedor fou el conjunt blanc-i-blau.
| RCD Espanyol   | 2 - 1  | CS de Sants |
| -------------- | ------ | ----------- |
| Gràcia · Julià | [ 16 ] | Martínez    |

 Camp del l'Espanyol, Barcelona

## Tercera Categoria
La tercera categoria s'anomenà Segona Categoria (les dues categories superiors eren Primera A i Primera B) i es dividí en tres grups. La classificació final de cada grup fou:
| Classificació | Grup A        | Grup B                | Grup C                |
| ------------- | ------------- | --------------------- | --------------------- |
| 1r            | CE Europa     | FC Santboià           | Hospitalenc SC        |
| 2n            | CE Manresa    | FC Colònia Güell      | CF Barceloneta        |
| 3r            | FC Martinenc  | Atlètic Sporting Club | Bétulo FC de Badalona |
| 4t            | FC Andreuenc  | FC Barcino            | Argós FC              |
| 5è            | Granollers SC | FC Canadienses        | Català SC             |
| 6è            | Iluro SC      | FC Stadium            | AD Canigó             |

L'Europa en resulta campió, segon el Santboià i tercer l'Hospitalenc.
L'Europa disputa la promoció d'ascens a Primera B enfront l'Avenç:
| CE Europa                   | 3 - 0 | L'Avenç de l'Sport |
| --------------------------- | ----- | ------------------ |
| Pelaó II · Santuré · Nogués |       |                    |

 Camp del FC Barcelona, Barcelona
L'Europa es classificà per la Primera B de la temporada següent. L'Avenç, finalment, també va mantenir la categoria en produir-se la desaparició de l'històric Universitari SC.
La temporada finalitzà amb el Campionat de Catalunya de la categoria. El campió de Girona, l'Ateneu Palafrugellenc cedí els punts davant el Vilanova. La final la disputaren el campió de Tarragona, el Vilanova FC i el campió de Barcelona, l'Europa. L'Europa es proclamà campió.
| CE Europa | 3 - 1 | Vilanova FC |
| --------- | ----- | ----------- |
|           |       |             |

 Camp del RCD Espanyol, Barcelona
Pel més de juliol es programà al camp del Barcelona el partit CE Europa - Alfons XIII de Palma, campions de Catalunya de segona categoria i de Balears, per disputar-se la Copa Catalunya-Balea. El partit no es disputà, per haver cedit els punts el conjunt balear, esdevenint campió l'Europa.